# Kårebolssätern

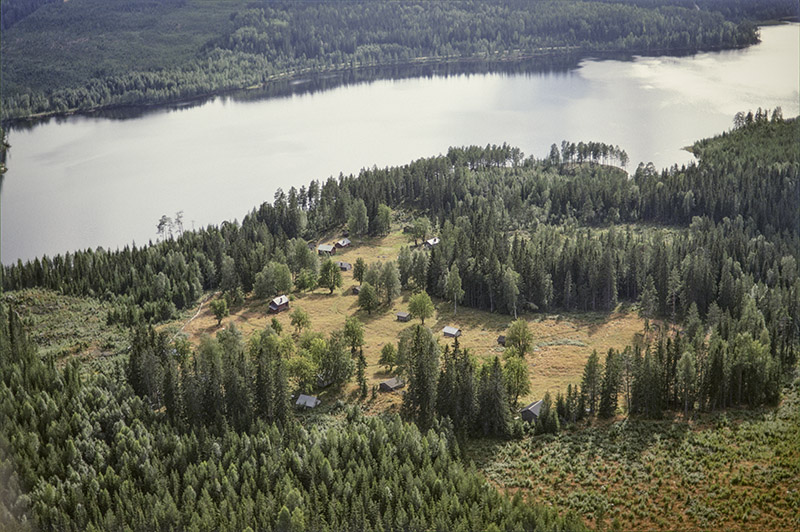
Flygfoto från 1989 över Kårebolssätern med Kårebolssjön i bakgrunden.

Kårebolssätern är en fäbod i Torsby kommun i Värmlands län. Fäboden ligger vid Kårebolssjön i sydöstra hörnet av tidigare Norra Ny socken nära gränsen till Hagfors och Malung-Sälens kommuner. Det är en av de bäst bevarade sätrarna i Värmland och klassat som ett riksintresse av Riksantikvarieämbetet. Sätern tillhörde byn Kårebol i Norra Ny socken vid Klarälven, cirka 6 km söder om Norra Ny kyrka.
Inom säterområdet finns ett 30-tal byggnader bevarade och området hålls öppet genom fäbodbruk och slåtter. Djurhållningen upphörde 1973, men har återupptagits igen. Sätern sköts idag av Föreningen för Kårebolssäterns bevarande. Årligen hålls en säterrunda där Kårebolssätern och andra sätrar i Klarälvdalen bjuder in till öppet hus.